# 维也纳国际中心
维也纳国际中心（英語：Vienna International Centre），通常称作维也纳联合国城，为联合国维也纳办事处（UNOV）所在地，位于多瑙河以北。维也纳国际中心由奥地利建筑师 Johann Staber 设计，兴建于1973年到1979年。在维也纳建立国际机构的最初想法来自于奥地利总理布魯諾·克賴斯基。
六座Y形办公大楼环绕着圆柱会议大楼，总面积为23万平方米。最高处高127米，28层。约有5000人在维也纳国际中心工作，因此设有餐饮，购物设施和一个邮局，两家银行（奥地利银行和联合国联邦信贷联盟）和旅行社。
维也纳国际中心是治外法权区域，不受当地法律管辖。

## 机构
维也纳国际中心是联合国在纽约、日内瓦和内罗毕以外另一重要的地点，包括以下机构：
- 全面禁止核子試爆條約組織（英语：Comprehensive Nuclear-Test-Ban Treaty Organization）（CTBTO）
- 国际原子能机构（IAEA）
- 联合国国际贸易法委员会（UNCITRAL）
- 联合国工业发展组织（UNIDO）
- 聯合國毒品和犯罪問題辦公室（UNODC）
- 联合国难民事务高级专员办事处
- 联合国外层空间事务厅（UNOOSA）
- 國際多瑙河保護委員會（英语：International Commission for the Protection of the Danube River）（ICPDR）

另有三个著名的国际组织总部也设在维也纳，欧洲安全与合作组织和石油输出国组织设在维也纳国际中心以外。